# Anders Haugen
Anders Haugen (Bø i Telemark, 24 de outubro de 1888 – Yucaipa, 14 de abril de 1984) foi um saltador de esqui estadunidense, medalhista olímpico.

## Carreira
Anders Haugen e seu irmão Lars emigraram para os Estados Unidos em 1909 e construíram uma colina de salto de esqui com o Milwaukee Ski Club perto do Lago Nagawicka a oeste de Milwaukee. Nos Jogos Olímpicos de Inverno de 1924, primeira edição do evento, conquistou a medalha de bronze em sua modalidade; no entanto, apenas a recebeu em 1974, com 83 anos, por um erro de placar que a havia dado ao norueguês Thorleif Haug. Com a descoberta do equívoco, a neta de Haug lhe entregou a medalha original. Ele foi o primeiro e, até 2016, único estadunidense a conquistar uma medalha no salto de esqui.
Haugen foi introduzido no National Ski Hall of Fame em 1963, e sua medalha olímpica está exposta em Ishpeming. Ele morreu no Redlands Community Hospital em San Bernardino em 1984.